# Willemien den Ouden
Willemiena „Willemien“ den Ouden (* 9. Juli 1971 in Alphen aan den Rijn) ist eine niederländische Rechtswissenschaftlerin, Staatsrätin im Raad van State und Hochschullehrerin an der Universität Leiden.

## Leben und Wirken
Den Ouden studierte Theologie und Rechtswissenschaften an der Universität Leiden, wo sie 1994 ihren theologischen und 1996 ihren rechtswissenschaftlichen Abschluss erwarb. Anschließend war sie an der Universität Leiden als wissenschaftliche Mitarbeiterin an der Abteilung für Verfassungs- und Verwaltungsrecht tätig. Unter Betreuung von Thijs Drupsteen wurde sie 2002 mit der verwaltungsrechtlichen Schrift Wie betaalt bepaalt? Een onderzoek naar de rechtmatigheid van subsidieverplichtingen (deutsch: Wer bezahlt, entscheidet? Eine Untersuchung über die Rechtmäßigkeit von Subventionsleistungen) zur Dr. iur. promoviert. Danach arbeitete sie als Dozentin und später als Assistenzprofessorin in Leiden. Im März 2007 erhielt sie einen ordentlichen Lehrstuhl für Verfassungs- und Verwaltungsrecht. Von 2012 bis 2016 war sie Dekanin der Leidener rechtswissenschaftlichen Fakultät und anschließend ab 2017 akademische Direktorin des Instituts für Öffentliches Recht.
Im Januar 2020 wurde den Ouden für die Abteilung für Verwaltungsrecht im Raad van State nominiert und am 20. Mai 2020 vereidigt. Daneben behielt sie ihren Lehrstuhl an der Universität Leiden bei.

## Forschung
Den Oudens Forschungsschwerpunkte liegen vor allem im niederländischen und europäischen Verwaltungs- und Verwaltungsprozessrecht. Hier liegt ein Fokus insbesondere auf dem Subventionsrecht und das Europäische Finanzrecht. Ein übergreifendes Forschungsprogramm, an dem sie beteiligt war, befasste sich mit der „Legitimität und Effektivität von Recht und Governance in einer mehrstufigen Rechtsordnung“.